# IJslandse parlementsverkiezingen 1971
De parlementsverkiezingen van IJsland werden op 13 juni 1971 gehouden. De coalitie van conservatieven en sociaaldemocraten verloor 4 zetels en zo haar absolute meerderheid in het Parlement van IJsland (Alding). De centrumpartij Partij voor de Vooruitgang (17 zetels) en de communistische Volksalliantie (10 zetels) bleven stabiel. De nieuwe links-liberale partij behaalde 5 zetels.
Op 10 juli 1971 werd een nieuwe regering gevormd bestaande uit de Partij voor de Vooruitgang, de Volksalliantie en de links-liberale partij. Ólafur Jóhannesson van de Partij voor de Vooruitgang werd de nieuwe premier.